# Fanny Harlfinger-Zakucka
Fanny Harlfinger-Zakucka (geboren am 26. Mai 1873 in Mank, Niederösterreich; gestorben am 19. September 1954 in Wien) war eine österreichische Malerin, Grafikerin und Kunstgewerblerin. Sie war die Gattin des Malers Richard Harlfinger.

## Künstlerische Laufbahn
Fanny Zakucka studierte von 1899 bis 1903 an der Kunstschule für Frauen und Mädchen unter Adolf Boehm und Ludwig Michalek, dann an der Wiener Kunstgewerbeschule.
Nach ihrem Studium machte sie sich einen Namen als Malerin, Kunstgewerblerin und Entwerferin für Innendekoration und Textilien. Ab 1914 war sie Mitglied der Vereinigung bildender Künstlerinnen Österreichs (VBKÖ) und nahm an deren Ausstellungen teil. 1926 gründete sie den Verband bildender Künstlerinnen und Kunsthandwerkerinnen Wiener Frauenkunst, einer radikalen Abspaltung von der VBKÖ, und wurde deren erste und einzige Präsidentin. Die Wiener Frauenkunst legte neben den bildenden Künsten auch Wert auf die traditionellen „Frauenkünste“, d. h. Kleinkunst, Kunstgewerbe und angewandte Künste. Während des Zweiten Weltkrieges wurden Wiener Frauenkunst und VBKÖ wegen des Gleichschaltungsgesetzes umbenannt und eingegliedert. Nach Harlfinger-Zakuckas Tod im Jahre 1954 wurde die neu organisierte Wiener Frauenkunst aufgelöst.

## Mitgliedschaften
- 1914–1926: Mitglied der Vereinigung bildender Künstlerinnen Österreichs
- 1926–1954: Gründerin und erste (einzige) Präsidentin der Wiener Frauenkunst
- Mitglied des Österreichischen Werkbunds

## Werke (Auswahl)
- Graphiken in Ver Sacrum
- Kinderbuch Taferlklasse
- Illustrationen in den Zeitschriften
  - Der liebe Augustin (1904)
  - Die Fläche (1909)

## Quelle
- Megan Brandow-Faller: HARLFINGER-ZAKUCKA Fanny (1873–1954). Malerin, Graphikerin und Kunstgewerblerin. In: biografische datenbank und lexikon österreichischer frauen. Abgerufen am 4. April 2019.